# Lize Broekx
Lize Broekx (Neerpelt, 5 de abril de 1992) es una deportista belga que compite en piragüismo en la modalidad de aguas tranquilas.
Ganó dos medallas de bronce en el Campeonato Mundial de Piragüismo, en los años 2021 y 2022, y dos medallas en el Campeonato Europeo de Piragüismo, en los años 2018 y 2022.

## Palmarés internacional
| Campeonato Mundial | Campeonato Mundial     | Campeonato Mundial | Campeonato Mundial |
| Año                | Lugar                  | Medalla            | Competición        |
| ------------------ | ---------------------- | ------------------ | ------------------ |
| 2021               | Copenhague (Dinamarca) | Medalla de bronce  | K2 500 m           |
| 2022               | Halifax (Canadá)       | Medalla de bronce  | K2 500 m           |
| Campeonato Europeo |                        |                    |                    |
| Año                | Lugar                  | Medalla            | Competición        |
| 2018               | Belgrado (Serbia)      | Medalla de bronce  | K2 500 m           |
| 2022               | Múnich (Alemania)      | Medalla de plata   | K2 500 m           |